# Самсоновська сільська рада
Самсо́новська сільська рада (рос. Самсоновский сельский совет) — сільське поселення у складі Шипуновського району Алтайського краю Росії.
Адміністративний центр — село Самсоново.

## Населення
Населення — 859 осіб (2019; 881 в 2010, 1045 у 2002).

## Склад
До складу сільської ради входять:
| Населений пункт | Населення, осіб (2002) | Населення, осіб (2010) |
| --------------- | ---------------------- | ---------------------- |
| Дружба, селище  | 112                    | 49                     |
| Самсоново, село | 822                    | 773                    |
| Талина, селище  | 111                    | 59                     |